# Sorghum interjectum
Sorghum interjectum är en gräsart som beskrevs av Michael Lazarides. Sorghum interjectum ingår i släktet durror, och familjen gräs. Inga underarter finns listade i Catalogue of Life.